# Wołowszczyzna (sielsowiet Horani)
Wołowszczyzna (biał. Валоўшчына; ros. Воловщина, Wołowszczina) – wieś na Białorusi, w obwodzie mińskim, w rejonie mińskim, w sielsowiecie Horanie.
Dawniej folwark i okolica szlachecka. W granicach Rosji miejscowość należała do ujezdu mińskiego w guberni mińskiej, a od 1919 roku do Białoruskiej SRR. W latach 1919–1920, po zajęciu przez Wojsko Polskie, znalazła się w okręgu mińskim pod Zarządem Cywilnym Ziem Wschodnich. Od 1938 roku wchodzi w skład obwodu mińskiego.